# Хаскьой (квартал)
Вижте пояснителната страница за други значения на Хаскьой.
Хаскьой (на турски: Hasköy) е търговски и жилищен квартал на северния бряг на Златния рог в район Бейоглу, Истанбул, Турция. Включва кварталите Кечеджи Пири, Пири Паша и Халъджъоулу и части от Джамиикебир и Сютлюдже. Непосредствено на юг се намира Касъмпаша.
Хаскьой означава „имперско село“ на турски, препратка към павилионите и градините, принадлежащи на османския султан и неговия двор, които някога са се редили на брега тук. Говорещите арменски го познават като Khasgiugh (Խասգիւղ), „khas“ отразява по-старото произношение на турската дума „has“, а „giugh“ е арменската дума за село.
Фериботът Златен рог има спирка в Хаскьой, който свързва района с Юскюдар, Каракьой, Касъмпаша, Фенер, Балат, Айвансарай, Еюп и Сютлюдже. Освен това е свързан с микробуси до спирката на метрото в Шишехане. Магистрала E5 минава точно през северния край на Хаскьой.

## История
По-рано известен като Пикридион, в края на петнадесети век евреите, прогонени от Испания и Португалия, намират убежище в Османската империя и много от тях се установяват в Хаскьой. В края на шестнадесети век еврейската общност от Еминьоню, изместена от построяването на Новата джамия (Yeni Cami), също се премества в Хаскьой. В миналото в квартала е имало и много арменци и гърци.
Голямото еврейско население означава, че някога в Хаскьой е имало няколко синагоги, обслужващи различните общности. Те включват синагогата Маалем, синагогата Абудара, синагогата Караит и бившата кметска синагога. В момента нито една не е активна. Синагогата Есгер е превърната в кафене.
Първата арменска театрална трупа в Истанбул е основана тук през 1858 г.

## Местни атракции
Основните местни атракции, отворени за обществеността, са дворецът Айналъкавак, последният остатък от стария османски дворец Терсане (корабостроителница), и музеят Рахми M. Коч, първият индустриален музей в Турция, помещаващ впечатляваща история на транспорта, частично разположен в изоставена корабостроителница от 19-ти век и частично в каменна фабрика, използвана за производство на котви.
Църквата „Св. Параскева“ в момента обслужва местната румънска православна общност.
Арменската църква Surp Stepanos (Свети Стефан) е създадена от арменски имигранти от Егин. От 1852 г. до някъде през 20-ти век арменската протестантска църква Халъджъоулу също предлага услуги; докато от 1889 до 1975 г. има и параклис към сиропиталището на Хаскьой, арменската църква Surp Asdvadzadzin (Света Мария).
Местните джамии включват джамията Хандан Ага и джамията Кърмъзъ Минаре.
Хаскьой е дом на няколко гробища, включително мюсюлманското гробище Хаскьой, гръцкото гробище Бейоулу, гробището на турската караитска конгрегация и арменското гробище Хаскьой. Еврейското гробище Хаскьой (Hasköy Musevi Mezarlığı), с надгробни плочи на редица различни езици, съдържа гроба на Абрахам Камондо, банкер на османския двор, който е имал крайбрежен дворец в близкия Касъмпаша. През април 2011 г. гробището е осквернено от вандали, които разбиват няколко надгробни плочи в нещо, което изглежда е акт на антисемитизъм. Друг акт на унищожаване на десетки еврейски гробове се случва през юли 2022 г.

## Спорт
Макаби СК, футболен отбор, който представлява еврейската общност, е основан в Хаскьой през 1913 г.